# Mes classiques
Albums de Mireille Mathieu
Mireille Mathieu chante Piaf
(2012)
Singles
1. Le Premier Regard d'amour
Sortie : 28 septembre 2018
2. Ave Maria
Sortie : 1er novembre 2018

Mes classiques est le trente-neuvième album francophone studio de la chanteuse française Mireille Mathieu publié le 9 novembre 2018 sous le label Sony Music. Sur cet album, dédié à sa mère disparue deux ans auparavant, l'artiste reprend des grands airs de musique classique de Johannes Brahms, Giuseppe Verdi, Piotr Ilitch Tchaïkovski ou encore de Georg Friedrich Haendel.
L'album est édité sous format CD, en téléchargement digital et en double album vinyle.

## Chansons de l'album
| 1.                         | Le Premier Regard d'amour (version française) | Claude Lemesle, Christophe Andréani, Piotr Ilitch Tchaïkovski | 3:15 |
| 2.                         | Gold fällt auf die Zeit                       | Udo Brinkmann, Johannes Brahms                                | 3:16 |
| 3.                         | Après un rêve                                 | Romain Bussine, Gabriel Fauré                                 | 2:56 |
| 4.                         | Ave Maria                                     | Franz Schubert                                                | 4:09 |
| 5.                         | La chanson d'Espagne                          | Claude Lemesle, Francisco Tarrega                             | 4:07 |
| 6.                         | Barcarole                                     | Georg Buschor, Jacques Offenbach                              | 2:25 |
| 7.                         | Comme une larme                               | Claude Lemesle, Wolfgang Amadeus Mozart                       | 2:56 |
| 8.                         | Dank sei dir Herr                             | Georg Friedrich Haendel                                       | 3:30 |
| 9.                         | Panis Angelicus                               | César Franck                                                  | 3:37 |
| 10.                        | Romance de Maître Pathelin                    | Ferdinand Langlé, Adolphe Leuven, François Bazin              | 2:56 |
| 11.                        | Meine Rose (Letzte Rose)                      | Christian Bruhn, Georg Buschor, Thomas Moore                  | 3:08 |
| 12.                        | Regarde, écoute, espère                       | Claude Lemesle, Giuseppe Verdi                                | 3:11 |
| 13.                        | Lascia ch'io pianga                           | Giacomo Rossi, Georg Friedrich Haendel                        | 4:25 |
| 14.                        | Le premier regard d'amour (version russe)     | Mikahel Shabrov, Piotr Ilitch Tchaïkovski                     | 3:15 |
| 15.                        | La valse des regrets                          | Claude Lemesle, Johannes Brahms                               | 3:16 |
| 16.                        | Immenso amor                                  | Enrique Castro Alvarez, Francisco Tarrega                     | 4:06 |
| 17.                        | Voi che sapete                                | Lorenzo da Ponte, Wolfgang Amadeus Mozart                     | 2:57 |
| 18.                        | Amazing Grace                                 | John Newton, William Walker                                   | 3:08 |
| 1 heures 2 minutes environ |                                               |                                                               |      |

## Crédits
Mireille est accompagnée par le grand orchestre Prague Symphonic Ensemble sous la direction de Jérôme Kuhn.
La photographie de la pochette est d'André Rau.